# Movie Madness (película)
Movie Madness es una película estadounidense de suspenso y terror de 2016, dirigida por Big Daddy Kane y Phillip Penza, escrita por este último y Leo Wong, en la fotografía estuvo Christopher James Cramer y el elenco está compuesto por Audrey Beth, Shawna Craig y Lorenzo Lamas, entre otros. El filme fue realizado por Little Books Little Films y se estrenó el 1 de abril de 2016.

## Sinopsis
En un cine están dando la última película de la noche, el sitio está lleno, dos individuos con máscaras comienzan a disparar. El lugar se transforma en una sala de tortura y lo están filmando todo.